# Caridina pseudoserrata
Caridina pseudoserrata е вид десетоного от семейство Atyidae.

## Разпространение и местообитание
Видът е разпространен във Виетнам.
Обитава сладководни басейни и реки.